# Airwaves (album)
Albums de Badfinger
Wish You Were Here
(1974) Say No More
(1981)
Singles
1. Lost Inside Your Love
Sortie : 1979
2. Love Is Gonna Come at Last
Sortie : 1979

Airwaves est le huitième album du groupe britannique de rock Badfinger. Il est sorti en 1979 sur le label Elektra Records.
Après le suicide de Pete Ham en 1975, le groupe se compose seulement de Tom Evans et Joey Molland, accompagnés de musiciens de studio américains, dont le guitariste Joe Tansin.

## Fiche technique

### Chansons
| 1. | Airwaves                   | Tom Evans, Joey Molland | 0:29 |
| 2. | Look Out California        | Tom Evans               | 3:27 |
| 3. | Lost Inside Your Love      | Tom Evans               | 2:42 |
| 4. | Love Is Gonna Come at Last | Joey Molland            | 3:37 |
| 5. | Sympathy                   | Joe Tansin              | 4:28 |

| 6. | The Winner     | Joe Tansin   | 3:26 |
| 7. | The Dreamer    | Joey Molland | 5:20 |
| 8. | Come Down Hard | Joey Molland | 3:48 |
| 9. | Sail Away      | Tom Evans    | 3:31 |

### Musiciens

#### Badfinger
- Tom Evans : chant, chœurs, basse
- Joey Molland : chant, chœurs, guitares, piano électrique

#### Musiciens supplémentaires
- Joe Tansin : chant, chœurs, guitares
- Nicky Hopkins : piano, orgue Hammond
- Duane Hitchings : synthétiseur, piano
- Ken Harck : batterie
- Andy Newmark : batterie
- Steve Foreman : batterie, percussions
- David Malloy (en) : chœurs
- David Campbell : arrangements des cordes

### Équipe technique
- David Malloy (en) : production

### Classements et certifications
| Pays (classement)          | Meilleure position |
| -------------------------- | ------------------ |
| États-Unis (Billboard 200) | 125                |